# Реформатская, Мария Александровна
Мария Александровна Реформатская (род. 20 мая 1938) — советский и российский историк искусства, кандидат искусствоведения, старший преподаватель кафедры всеобщей истории искусства Исторического факультета МГУ; автор работ по древнерусскому искусству и истории московской интеллигенции первой половины XX века.

## Биография
Дочь известного языковеда Александра Александровича Реформатского (1900—1978) — автора учебника и работ по разным дисциплинам лингвистики, одного из создателей московской фонологической школы (МФШ), и Надежды Васильевны Реформатской (урожд. Вахмистровой).
В 1960 году окончила отделение истории и теории искусства исторического факультета МГУ им. М. В. Ломоносова.
В 1960—1971 годах работала в отделе Древнерусского искусства Государственной Третьяковской галереи в должности хранителя, младшего, а затем старшего научного сотрудника.
С 1971 года работает на кафедре всеобщей истории искусства исторического факультета МГУ: младшим научным сотрудником, с 1978 года ассистентом и с 1995 года и по настоящее время старшим преподавателем.
В 1979 году защитила кандидатскую диссертацию «Псковская иконопись XIII — начала XV века. К уяснению понятия „местная школа“» (научный руководитель В. Н. Лазарев).
На протяжении двадцати лет являлась организатором летних учебно-ознакомительных практик студентов (до 1991 года включительно) по маршрутам: Новгород, Псков, Пушкинский заповедник; Киев, Чернигов, Смоленск, Ленинград и окрестности; Армения и Грузия.
Консультант и участник изданий отдела устной истории Научной библиотеки МГУ (Комментарии к воспоминаниям Н. В. Тимофеева-Ресовского).
Член Московского союза художников и Ассоциации искусствоведов, член краеведческого общества «Плющиха» (Москва).

## Семья
- Муж — Глеб Геннадьевич Поспелов (1930—2014) — советский и российский искусствовед, исследователь русского авангарда[1].
- Дети:
  - Пётр Глебович Поспелов (1962—2023) — музыкальный критик, композитор[1].
  - Екатерина Глебовна Поспелова (р. 1967) — автор оперных либретто, театральный режиссёр «Новой оперы»[1], блогер, эссеистка.

## Список основных публикаций
- Северные письма. М., 1968.

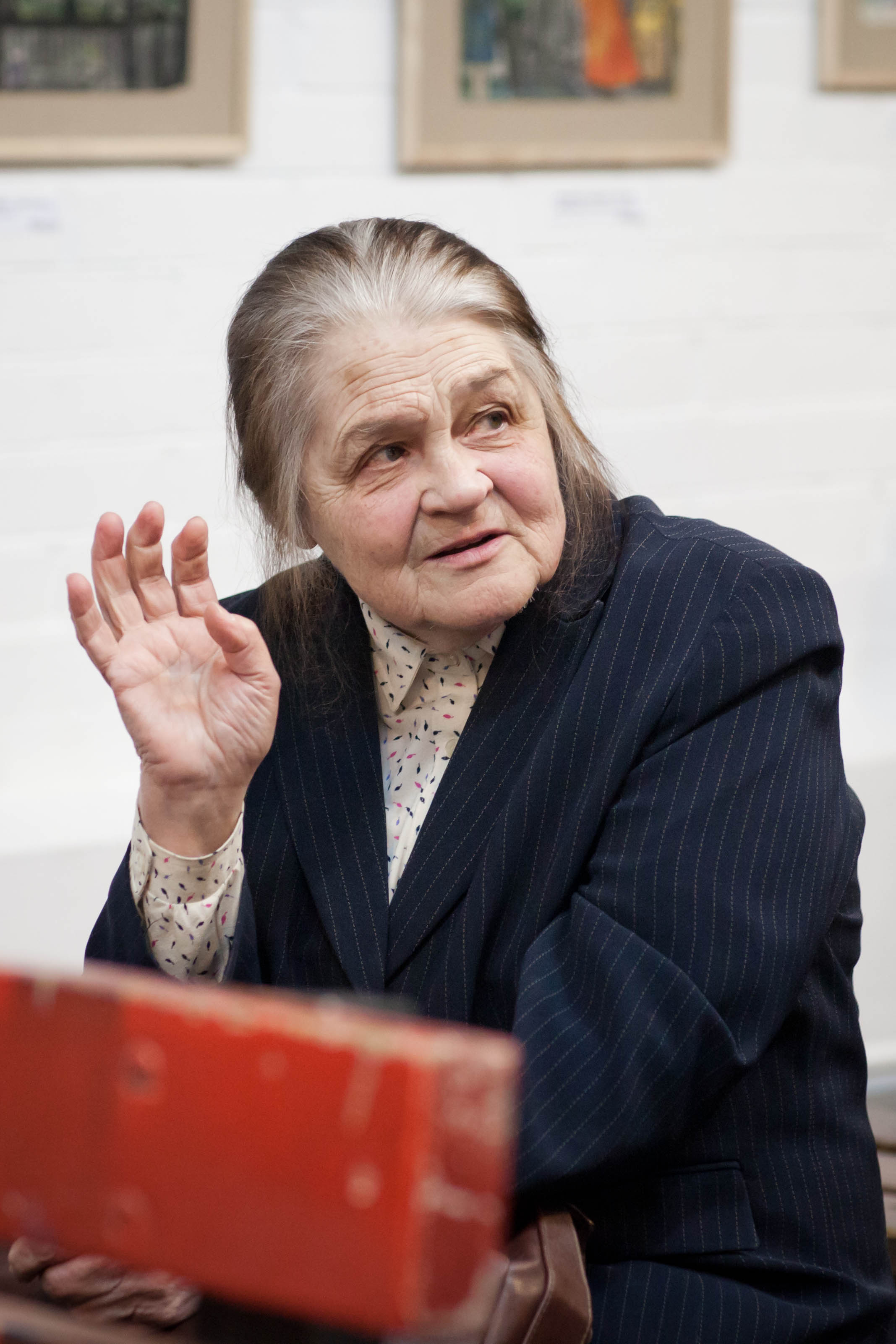
Мария Александровна Реформатская, 2019

- О группе произведений псковской станковой живописи второй половины XIV века // Древнерусское искусство. Художественная культура Пскова. М., 1968.
- Надвратная сень из села Благовещенье // Древнерусское искусство. Художественная культура Москвы и прилежащих к ней княжеств. XIV—XVI вв. М., 1970.
- Икона «Спаса Нерукотворного» из села Новое // Искусство. 1969, № 2.
- Творчество К. С. Петрова-Водкина 1910-х годов (судьба монументальной картины) // Из истории русского искусства второй половины XIX — начала XX века. М., 1978 (в соавторстве с Г. Г. Поспеловым).
- Как говорили дома // Язык и личность. М., 1989.
- «Умозрение в красках» // Творчество. 1992, № 1.
- «Надгробие М. П. Собакиной» И. П. Мартоса. О смысле мемориальной скульптуры русского классицизма // Введение в храм. М., 1997 (в соавторстве с Г. Г. Поспеловым).
- Об особенностях композиционного построения житийной иконы «Илья Пророк» из села Выбуты // Древнерусское искусство. Русь. Византия. Балканы: XIII век. СПб., 1997.
- Об особенностях поэтической образности псковской иконы «Собор Богоматери» // Древнерусское искусство. Исследования и атрибуции. СПб., 1997.
- «Как в ненастные дни собирались они часто» // Литературное обозрение. 1997, № 3.
- Юные годы ровесников века // Н. В. Тимофеев-Ресовский. Воспоминания. Истории, рассказанные им самим, с письмами, фотографиями и документами. М., 2000.
- Встречи с Рихтером // Вспоминая Святослава Рихтера: Святослав Рихтер глазами коллег, друзей и почитателей. М., 2000.
- Н. В. Тимофеев-Ресовский — человек не только нашего времени // Сборник трудов международной конференции по проблемам радиобиологии и эволюции, посвященный столетию со дня рождения Тимофеева-Ресовского (сентябрь 2000 года). Дубна, 2001.
- Алферовская гимназия // Наша Плющиха. Тетрадь воспоминаний. М., 2008.
- Икона «Рождество Богоматери» из собрания П. Д. Корина // Древнерусское искусство. Художественная жизнь Пскова и искусство поздневизантийской эпохи. К 1100-летию основания города. М., 2009.

Диссертация
- Реформатская М. А. Псковская иконопись XIII — начала XV веков : к уяснению понятия «местная школа» : диссертация … кандидата искусствоведения : 17.00.00, 17.00.04. — Москва, 1979. — 205 с.

## Учебные курсы
Лекции
- Древнерусское искусство (для студентов-искусствоведов 2 курса в/о)
- Введение в историю искусства (для студентов-искусствоведов 1 курса д/о)

Семинары
- «Древнерусское искусство» (для студентов-искусствоведов 2 курса в/о)
- «Описание и анализ памятников» (для студентов-искусствоведов 1 курса)

Спецкурс
- «Из истории русской иконы XIV—XV веков»

## Награды
В 2011 году получила из рук академика Анатолия Цыба почётную медаль «Биосфера и человечество». Учреждённая научным центром Обнинска награда присуждается тем, кто сберегает и развивает наследие Н. В. Тимофеева-Ресовского — «Зубра».